# Witi
Witiness Chimoio João Quembo znany jako Witi (ur. 26 sierpnia 1996 w Beirze) – mozambicki piłkarz grający na pozycji lewoskrzydłowego. Od 2015 jest zawodnikiem klubu CD Nacional.

## Kariera klubowa
Swoją karierę piłkarską Witi rozpoczął w klubie Liga Desportiva de Maputo. W sezonie 2014 zadebiutował w jego barwach w pierwszej lidze mozambickiej. W debiutanckim sezonie wywalczył z nim mistrzostwo Mozambiku. Na początku 2015 roku przeszedł do portugalskiego CD Nacional. Swój debiut w nim zaliczył 11 stycznia 2015 w wygranym 2:1 domowym meczu z Boavistą. W sezonie 2016/2017 spadł z Nacionalem z pierwszej do drugiej ligi. W sezonie 2018/2019 ponownie grał w pierwszej, a w sezonie 2019/2020 - ponownie w drugiej lidze. W sezonie 2020/2021 znów spadł z Nacionalem z pierwszej do drugiej ligi.
| Sezon   | Klub                      | Kraj       | Rozgrywki       | Mecze | Bramki |
| ------- | ------------------------- | ---------- | --------------- | ----- | ------ |
| 2014    | Liga Desportiva de Maputo | Mozambik   | Moçambola       | ?     | ?      |
| 2014/15 | CD Nacional               | Portugalia | Primeira Liga   | 1     | 0      |
| 2015/16 | CD Nacional               | Portugalia | Primeira Liga   | 18    | 1      |
| 2016/17 | CD Nacional               | Portugalia | Primeira Liga   | 12    | 0      |
| 2017/18 | CD Nacional               | Portugalia | Liga Portugal 2 | 21    | 2      |
| 2018/19 | CD Nacional               | Portugalia | Primeira Liga   | 32    | 2      |
| 2019/20 | CD Nacional               | Portugalia | Liga Portugal 2 | 21    | 0      |
| 2020/21 | CD Nacional               | Portugalia | Primeira Liga   | 19    | 0      |
| 2021/22 | CD Nacional               | Portugalia | Liga Portugal 2 | 21    | 0      |
| 2022/23 | CD Nacional               | Portugalia | Liga Portugal 2 | 27    | 2      |

## Kariera reprezentacyjna
W reprezentacji Mozambiku Witi zadebiutował 25 maja 2015 roku w zremisowanym 2:2 i wygranym 5:4 po serii rzutów karnych meczu Pucharu COSAFA 2015 z Malawi, rozegranym w Phokeng. W 2024 roku powołano go do kadry na Puchar Narodów Afryki 2023. Wystąpił w nim w trzech meczach grupowych: z Egiptem (2:2), w którym strzelił gola, z Republiką Zielonego Przylądka (0:3) i z Ghaną (2:2).